# Волшебники за пределами Вэйверли Плэйс
«Волше́бники за пределами Вэ́йверли Плэйс» (англ. Wizards Beyond Waverly Place) — американский комедийный телесериал канала Disney Channel, продолжение популярного сериала «Волшебники из Вэйверли Плэйс». Премьера состоялась 29 октября 2024 года.

## Сюжет
В сериале рассказывается о взрослом Джастине Руссо, который живёт обычной жизнью со своей женой и двумя сыновьями на Статен-Айленде. Однажды его сестра Алекс просит его помочь с юной волшебницей по имени Билли.
Джастин решает вернуться к магии, чтобы стать наставником для Билли. При этом он продолжает вести обычную жизнь, но его цель — защитить будущее волшебного мира.

## В ролях

### Главные
- Дженис ЛиЭнн Браун — Билли — юная волшебница, ученица Джастина Руссо[1].
- Акайо Тиле — Роман Руссо — старший сын Джастина и Джиада Руссо[1].
- Макс Матенко — Майло Руссо — младший сын Джастина и Джиада Руссо[2].
- Тейлор Кора — Уинтер — лучшая подруга Романа и Майло Руссо[3].
- Мими Джианопулос — Джада Руссо — жена Джастина Руссо, мать Романа и Майло Руссо[1].
- Дэвид Генри — Джастин (Джастин Винченцо Пепе) Руссо — сын Джерри и Терезы Руссо, брат Алекс и Макса Руссо[4].

### Второстепенные
- Селена Гомес — Алекс (Александра Маргарита) Руссо, младшая сестра Джастина Руссо, тётя Майло и Романа[4].
- Джейк Ти Остин — Макс (Максимилиан Эрнесто Аланзо) Руссо — младший брат Алекса и Джастина Руссо, дядя Майло и Романа.
- Мария Кэнелс-Баррера — Тереза (Тереза Магдалена Маргарита) Руссо — жена Джерри Руссо, мать Алекс, Джастина и Макса Руссо, бабушка Майло и Романа.
- Дэвид Делуиз — Джерри (Джеральдо Пепе) Руссо — муж Терезы Руссо, отец Алекс, Джастина и Макса Руссо, дедушка Майло и Романа.

## Производство
18 января 2024 года было объявлено, что Disney заказала пилотный эпизод для сиквела «Волшебников из Вэйверли Плэйс». Джед Элинофф и Скотт Томас, разработавшие «Дом Рэйвен» (сиквел сериала «Такая Рэйвен»), написали сценарий пилотной серии. Режиссёром выступил Энди Фикмен. Элинофф, Томас и Фикмен стали исполнительными продюсерами сериала вместе с актёрами Селеной Гомес и Дэвидом Генри, а также Гэри Маршем, бывшим телевизионным руководителем, и Джонасом Аджином.
Пилотный эпизод был снят 1 февраля 2024 года, причём Гомес исполнила гостевую роль, вновь сыграв своего персонажа Алекса Руссо. По сюжету сериала персонаж Генри отказывается от своих волшебных сил, чтобы жить как обычный человек. 22 марта 2024 года стало известно, что Disney Channel заказал сериал на основе пилота. Производство началось в апреле 2024 года в Лос-Анджелесе.
Во время ранних съемок проект носил рабочее название Wizards, пока в мае 2024 года не было объявлено официальное название — Wizards Beyond Waverly Place. В августе 2024 года было объявлено, что первый сезон будет состоять из 21 серии.

## Релиз
Трейлер сериала за первые десять дней после выхода набрал 69 миллионов просмотров во всех социальных сетях, став самым популярным трейлером комедийного сериала на Disney Channel за всё время. Премьера сериала состоялась 29 октября 2024 года на канале Disney.

## Критика
На сайте-агрегаторе Rotten Tomatoes рейтинг сериала составляет 100 % на основании 7 отзывов, средняя оценка 7,9/10. Metacritic, который использует средневзвешенное значение, поставил сериалу 78 баллов из 100 на основе 4 рецензий критиков, что означает «в основном положительные отзывы».
Арамиде Тинубу из Variety отметила, что Волшебники за пределами Вэйверли Плэйс успешно сочетает ностальгию с новыми элементами. Она похвалила игру как вернувшихся актёров, таких как Дэвид Генри и Селена Гомес, так и новичков, включая Дженис Лиэнн Браун, Алкаио Тиле и Макса Матенко. Тинубу особенно впечатлили улучшенные спецэффекты и чувство юмора юных актёров. Она подчеркнула, что сериал сохраняет очарование оригинала с его акцентом на семейные ценности и магию, одновременно представляя новые захватывающие приключения. Тинубу также оценила живую и веселую атмосферу шоу, отметив, что оно привлекает как давних поклонников, так и новых зрителей.
Абигейл Стивенс из Screen Rant дала сериалу высокую оценку, назвав его забавным и душевным сиквелом, который отлично передаёт дух своего предшественника. Она похвалила игру Дэвида Генри и Селены Гомес, которые вернулись к своим ролям, отметив их сильную игру, а также высоко оценила игру новых актёров. Она заявила, что в сериале представлены более мрачные эмоциональные сюжетные линии, намекающие на более глубокие темы, связанные с семьёй и самооценкой.